# Г'юетт (родовище)
Г'юетт — газове родовище у Великій Британії.
Входить до Центрально–Європейського нафтогазового басейну.
Поклади залягають на глибині 1100 м.
Запаси 100 млрд м3.
Відкрите 1966 року.